# Adalin
Adalin – wieś w Rumunii, w okręgu Sălaj, w gminie Dragu. W 2011 roku liczyła 193 mieszkańców.